# ميشيل دي روزين
ميشيل دي روزين (بالفرنسية: Michel de Rosen)‏ هو شخصية أعمال فرنسي، ولد في 18 فبراير 1951 في الدائرة السادسة عشرة في باريس في فرنسا.